# Boverisuchus
Boverisuchus — викопний рід крокодилоподібних, відомий із середнього еоцену (лютетський етап) Німеччини та західної частини Північної Америки. Він виріс приблизно до 3 м в довжину.

## Опис і звички
На основі відомостей про інших планокраніїдів Boverisuchus, імовірно, мав добре броньовану шкіру та довгі кінцівки, що може свідчити про рухливий (тобто біговий) спосіб життя. Він також мав схожі на копита кігті, більшу частину часу проводив на суші, а не у воді, і тому, ймовірно, полював на наземних ссавців. Зуби Boverisuchus були зіфодонтними; тобто стислими з боків, гострими та з зубчастими краями (такі зуби характерні для наземних крокодилоподібних, які нездатні вбивати свою здобич, топлячи її). Через схожість із зубами деяких тероподних динозаврів їх спочатку помилково сприймали за зуби тероподів, що змусило палеонтологів вважати, ніби деякі непташині динозаври пережили крейдово-палеогенове вимирання. 
Деякі матеріали, що відносяться до Pristichampsus rollinatii, демонструють додаткові пристосування тварини до наземного способу життя. Хвіст більше нагадував динозавра, був круглим у поперечному перерізі та не мав гребеня остеодерми, який характерний для існуючих видів крокодилів. Він також міг би бігати галопом. 